# Josef Meisinger
Josef Albert Meisinger (Múnich, 14 de septiembre de 1899 – Varsovia, 7 de marzo de 1947) fue un Oberst der Polizei (Coronel de la Policía), SS-Standartenführer y criminal de guerra alemán.

## Biografía
Hijo de Josef Meisinger y su esposa Berta Volk, Meisinger estudió cuatro cursos en la Volksschule en Múnich, para pasar luego al Luitpold-Gymnasium y el Realgymnasium. El 23 de diciembre de 1916 se alistó como voluntario en un batallón de reserva de Minenwerfer. Durante la I Guerra Mundial, el 17 de julio de 1917 fue enviado al frente occidental, para formar parte del 30 regimiento de infantería de reserva y en la 230 compañía de Minenwerfer.
Tras una grave herida de guerra que le dejó una invalidez del 30%, fue licenciado con el grado de Vizefeldwebel (sargento o sargento mayor) el 18 de enero de 1919. Se le concedieron por su valor en la I Guerra Mundial la Cruz de Hierro de II clase y la cruz al mérito militar bávara. El 19 de abril de 1919 ingresó en el Freikorps de Franz Ritter von Epp, con el que luchó contra la República Soviética de Baviera.
De julio de 1919 al 30 de septiembre de 1920 trabajó en el Bayrischer Handelsbank. En el Levantamiento del Ruhr participó como voluntario en el ejército alemán del 13 de marzo al 20 de abril de 1920, por lo que, según sus propias declaraciones, no pudo seguir trabajando en el banco. Trabajó del 1 de octubre al 30 de septiembre de 1922 como inspector de la segunda audiencia provincial de Múnich. Fue trasladado el 1 de octubre de 1922 a la dirección de la policía de Múnich. Como jefe del III pelotón de la II compañía del Freikorps Oberland, participó en el Putsch de Múnich del 8 y 9 de noviembre de 1923.

### Carrera en la policía
Ingresó el 5 de marzo de 1933 en las SS (n.° 36.134), a la vez que solicitaba su ingreso en el Partido nazi. El 9 de marzo de 1933 se le trasladó a la policía política de Baviera (Bayrische Politische Polizei o BayPoPo), pasando por lo tanto a tener contacto con Reinhard Heydrich (que consiguió de Epp y Himmler un cargo de mando en la policía bávara hacia la misma época). Consiguió entrar en el Partido nazi el 1 de mayo de 1933 con el número de miembro 3.201.697. El 28 de junio de 1933 fue ascendido a jefe de tropa de las SS. Se le concedió la Orden de la sangre nazi (n.° 374) el 9 de noviembre de 1933. Se casó con Martha Zirngibl (nacida el 16 de agosto de 1904 en Fürth) el 3 de abril de 1934.
Consiguió el ascenso a SS-Obertruppenführer el 20 de abril de 1934. Heydrich, tras ser trasladado a Berlín, se llevó con él a los trabajadores de su confianza: Heinrich Müller, Franz Josef Huber y Josef Meisinger, también conocidos como la «Bajuwaren-Brigade» (brigada bávara). Así cambió el 1 de mayo de 1934 a la Geheime Staatspolizeiamt (Gestapa) en Berlín, el mismo día en que fue ascendido a Kriminalrat. Allí tomó la dirección de los Dezernat II 1 H y II H 1 (Partido nazi, abortos, §175 y Rassenschande o «traición a la raza»). Los Dezernat tenían las siguientes funciones:
- descubrimiento de los opositores de Adolf Hitler dentro del Partido nazi (Dezernat II 1 H),
- persecución de homosexuales,
- persecución de los casos de aborto,
- persecución de infracciones contra la prohibición de relaciones íntimas de no judíos con judíos.

El ascenso a SS-Untersturmführer del 9 de mayo de 1934, se hizo válida con retroactividad desde el 1 de mayo de 1934. El 24 de junio de 1934 recibió el encargo de observar al dirigente de la acción católica Erich Klausener en el Katholikentag («día de los católicos») en Berlín. Informó a Heydrich de que Klausener había hecho declaraciones contra el Estado, a consecuencia de lo que Klausener fue colocado por Heydrich en una lista de personas opuestas al nazismo que debían ser asesinadas. Klauser fue asesinado de un tiro delante de su despacho el 30 de junio de 1934 por un pistolero de las SS.
En 1935 Meisinger consiguió también la dirección del Sonderdezernat II S Bekämpfung der Homosexualität und Abtreibung («Lucha contra la homosexualidad y el aborto»). El 16 de diciembre de 1935 se le entregó como reconocimiento el Julleuchter de las SS. A partir de 1939 Meisinger pasó a dirigir los Referat PP II H Angelegenheiten der NSDAP, ihrer Gliederungen und angeschlossenen Verbände («asuntos del partido nazi, su estructura y sus grupos asociados») y PP II S Bekämpfung der Homosexualität und der Abtreibung («lucha contra la homosexualidad y el aborto») en la sede central de la Sicherheitspolizei. El 23 de abril de 1936 se le ascendió a SS-Sturmbannführer con efecto el 20 de abril de 1936.
De 1936 a 1938 dirigió el Reichszentrale zur Bekämpfung der Homosexualität und der Abtreibung («Central del Reich para la lucha contra la homosexualidad y el aborto») dentro de la Gestapo. El 30 de enero de 1937 se le ascendió a SS-Obersturmbannführer. Ese mismo año se le nombra consejero de gobierno. Cuando el capitán general del ejército Werner von Fritsch se vio envuelto en julio de 1936 en el escándalo Blomberg-Fritsch, en el que se le acusaba de homosexualidad, la investigación cayó bajo la responsabilidad de Meisinger. El testigo principal era un tal Otto Schmidt, que se movía por los bajos fondos. Meisinger dirigió el interrogatorio de Schmidt, donde vio llegada su gran hora, ya que sabía que Heinrich Himmler y las SS veían la homosexualidad como un peligro para el régimen nazi.
Sin embargo, el trabajo de Meisinger fue juzgado como malo por sus superiores. Heydrich lo calificó como «Widerling» (persona repulsiva), Heinrich Müller se quejaba de él constantemente y Werner Best lo calificó de hombre primitivo con métodos brutales. En los interrogatorios Meisinger cometió errores básicos en una investigación policial, como cuando mostró fotos de Fritsch para que las identificase al principal testigo, un conocido mentiroso, de cuyas inscripciones el testigo pudo obtener datos que introdujo posteriormente en sus declaraciones. Cuando Meisinger, en su arrogancia, ocultó el acta de la investigación a su superior directo y la entregó directamente a Himmler, que a su vez la presentó inmediatamente a Hitler, su carrera en el Gestapa estaba prácticamente acabada. En el juicio se derrumbaron las acusaciones contra Fritsch, que había sido víctima de una confusión. Todas las demás líneas de investigación no fueron capaces de encontrar pruebas acusatorias. Por ejemplo, Meisinger viajó con el comisario Eberhard Schiele a Egipto para investigar si Fritsch había tenido contactos homosexuales durante sus vacaciones en noviembre/diciembre de 1937, hecho que no pudo probarse.

### Actividad en Varsovia
Como consecuencia del fracaso de Meisinger y su oficina, él y otros colaboradores fueron depuestos, transferidos a la fuerza o despedidos. De 1938 a 1939 fue trasladado al archivo de la oficina principal del Sicherheitsdienst (SD), para ser nombrado en septiembre de 1939 vicecomandante de las SD-Einsatzgruppe IV en Polonia. Del 23 de octubre de 1939 al 1 de marzo de 1941 desempeñó el puesto de comandante de la Sicherheitspolizei y del SD en el distrito de Varsovia. El 1 de enero de 1940 fue nombrado SS-Standartenführer.
Meisinger fue el sucesor de Lothar Beutel, que había sido destituido por corrupción. Meisinger persiguió con extrema violencia a polacos y judíos. Así hizo fusilar en masa a 1700 personas en el bosque de Palmiry. Como represalia por el asesinato de un policía polaco, hizo asesinar los 55 habitantes judíos de una casa el 22 de noviembre de 1935 y el 20 de diciembre de 1939, 107 polacos como represalia por el asesinato de dos alemanes. Heydrich había calificado estas disposiciones en julio de 1940 como «extremadamente radicales». Meisinger llegó a tener tal mala fama que se ganó el sobrenombre del «Carnicero de Varsovia». Walter Schellenberg escribió en sus memorias, que él había entregado al jefe de la Gestapo, Müller, informaciones sobre las «actuaciones bestiales» (según Schellenberg) de Meisinger en Varsovia, como respuesta a una intriga de Meisinger en su contra. Tras una investigación de los hechos, Himmler decidió (según Schellenberg) juzgarlo en una corte marcial y fusilarlo, pero fue salvado por Heydrich, que lo envió a Japón. 
En su proceso judicial posterior en Varsovia, Meisinger afirmó que ya no se encontraba en la ciudad en octubre de 1940, pero es probable su participación en la creación de Gueto de Varsovia en esa época.

### Actividad en Tokio y Shanghái
En febrero de 1941 se casó con su secretaria, que también había sido secretaria de Himmler. En marzo de 1941 trabajó brevemente en la Oficina Central de Seguridad del Reich, para ser del 1 de abril de 1941 a mayo de 1945 Polizeiverbindungsführer («director del enlace policial») y Sonderbeauftragter («enviado especial») del SD de la embajada alemana en Tokio. También fue oficial de enlace con el servicio secreto japonés. Entre sus obligaciones en Japón estaba la observación del corresponsal y agente secreto soviético Richard Sorge, del que se comenzaba a sospechar en Berlín — sin embargo se convirtió en su compañero de bebida y en una de sus mejores fuentes de información. Schellenberg señaló en sus memorias que Meisinger, en vez de dedicarse a sus obligaciones, «se dedicó a la buena vida y de repente adoptaba el papel del buen burgués» — sobre Sorge sólo tenía cosas buenas que informar. Después de que los japoneses detuvieran a Sorge en octubre de 1941, Meisinger y el embajador alemán Eugen Ott trataron de ocultar el asunto. Cuando finalmente Ivar Lissner reveló a Berlín las proporciones de la traición, lo que provocó que Ott fuese destituido, Meisinger fue uno de los principales impulsores de su denuncia ante los japoneses y del intento de que fuese detenido. Sus métodos implacables de eliminar a sus enemigos enseguida fueron notorios en las comunidades alemanas de Shanghái y Tokio. Por ejemplo, los enviaba desde Japón a Alemania con convoyes que debían romper el bloqueo marítimo, lo que estaba unido a grandes riesgos, insistiendo además al capitán que debía asesinar al «delincuente» si existía peligro para el barco. Otro método era entregar al adversario molesto a las fuerzas de seguridad japonesas.
Meisinger también era conocido en Tokio como un apasionado jugador de póquer, que, por lo menos en una ocasión, persuadió a sus compañeros de partida de que continuasen jugando a punta de pistola. En uno de esas partidas asesinó de un tiro a un capitán de la marina mercante alemán, lo que pudo ocultar sobornando al oficial del servicio secreto japonés encargado de la investigación (un capitán del Kempeitai). Cuando el asunto se dio a conocer más tarde, el oficial se hizo el harakiri.
Tras su llegada a Tokio, Meisinger había demostrado su incompetencia de forma tan evidente, que Ribbentrop empleó posteriormente este hecho para recuperar el poder del SD en las embajadas — le molestaban especialmente los agregados policiales. Meisinger, que siempre estaba preocupado por mejorar las supuestas perspectivas de ascenso en su carrera, incluso con actividades que estaban mucho más allá de sus capacidades, mantuvo contacto hacia Berlín con el «abad» budista Ignaz Trebitsch-Lincoln (al que había conocido en Shanghái, donde Meisinger había consolidado una red de agentes), con el fin de organizar un levantamiento en el Tíbet. Meisinger sabía que estas ideas fantásticas eran seguidas en el círculo alrededor de Himmler, en el Ahnenerbe, pero no era consciente de que Trebitsch-Lincoln era conocido como una especie de embaucador. Como consecuencia, Meisinger quedó completamente desacreditado en el Ministerio de Asuntos Exteriores, que se quejó a Himmler, pero no fue depuesto. En consecuencia, Meisinger decidió no volver a usar los canales oficiales del Ministerio de Asuntos Exteriores para sus comunicaciones con Berlín.
Meisinger además se dedicó incluso en Japón a la persecución de los judíos. En 1941 intentó influir a la burocracia japonesa y los conminó a asesinar a los aproximadamente 18.000 judíos huidos de Austria y Alemania que se encontraban en el Shanghái ocupado por los japoneses. Sus propuestas incluían, entre otras cosas, la creación de un campo de exterminio en la isla de Tsungming en el delta del Yangtsé o la muerte por hambre en barcos delante de la costa china. El almirantazgo japonés, que administraba Shanghái, no cedió a las presiones del aliado alemán. Sin embargo, los japoneses construyeron un gueto en el barrio de Hongkew — que ya había sido planeado en Tokio en 1939, antes de que Meisinger hubiese pisado Asia —, un tugurio con aproximadamente el doble de población de Manhattan, que permaneció estrictamente aislado por soldados japoneses bajo las órdenes del sádico oficial Ghoya, y que los judíos sólo podían abandonar con permiso especial. Unos 2.000 judíos murieron en el Gueto de Shanghái.
A pesar de su implicación en el asunto Sorge (de cuya falta de información el embajador Ott le echó gran parte de la culpa), fue nombrado coronel de la policía el 25 de enero de 1943.

### Últimos años
Militares estadounidenses lo detuvieron el 6 de septiembre de 1945 en Yokohama, para entregarlo en 1946 a las autoridades polacas. El 17 de diciembre fue acusado, junto con Ludwig Fischer y Max Daume, de crímenes de guerra. El tribunal supremo en Varsovia lo condenó el 3 de marzo de 1947 a pena de muerte, tras lo que fue ejecutado en la horca el 7 de marzo de 1947 en la cárcel Mokotóv de Varsovia.

## En la ficción
Meisinger aparece en la novela Las benévolas del literato franco-estadounidense Jonathan Littell.
Como sargento de policía durante la República de Weimar, aparece en papel muy destacado en La crin de Damocles, de Javier Pérez Fernández, Premio Azorín de Novela 2006. Aparece también en la novela La Espina de la Amapola, del mismo autor.

## Condecoraciones y atributos militares
- Eisernes Kreuz II. Klasse (1914) – Cruz de Hierro de 2.ª Clase de 1914 (Prusia).
- 1939 Spange zum Eisernes Kreuz II. Klasee Klasse 1914 – Broche de 1939 para la Cruz de Hierro de 2.ª Clase de 1914 (Alemania).
- Verwundetenabzeichen in Schwarz (1918) – Placa de herido en negro de 1918 (Alemania).
- Militärverdienstkreuz IV. Klasse des Militärverdienstordens – Cruz al Mérito Militar de 4.ª Clase de la Orden al Mérito Militar (Prusia).
- Königlicher Hausorden von Hohenzollern Kreuz der Ritter mit Schwertern – Casa Real Orden de Hohenzollern Cruz de Caballeros con Espadas (Prusia).
- Ehrenkreuz für Frontkämpfer 1914-1918 – Cruz de Honor para los combatientes del Frente de 1914-1918 (Alemania).
- Ehrenzeichen des 9. November 1923 (Blutorden) – Medalla de Honor del 9 de noviembre de 1923 (Orden de la Sangre).
- Julleuchter der SS – Candelabro navideño de las SS (Alemania).
- Dienstauszeichnung der Polizei III. Stufe für 8 Jahre 1938 – Premio de la Policía de 2.º Grado por 8 años de servicios (Alemania).
- Dienstauszeichnung der Polizei 2.Stufe für 18 Jahre 1938 – Premio de la Policía de 2.º Grado por 18 años de servicios (Alemania).
- Medaille zur Erinnerung an den 1. Oktober 1938 - Medalla conmemorativa del 1 de octubre de 1938 (Alemania).